# Psicologia clínica
Psicologia Clínica é a parte da psicologia que se dedica ao estudo dos transtornos mentais e dos aspectos psíquicos de doenças não mentais. Seus temas incluem a etiologia, classificação, diagnóstico, epidemiologia, intervenção (prevenção, aconselhamento, psicoterapia, reabilitação, acesso à saúde, avaliação).
Em língua inglesa se usa, ao lado do termo clinical psychology, também o termo "abnormal psychology". Este último é ora usado como sinônimo do primeiro (ex. Kring et al., 2006), ora significando apenas a descrição e a etiologia dos transtornos mentais (ex. Eysenk, 1973).

## Introdução histórica
Os primórdios da psicologia clínica científica se encontram em fins do século XIX e o termo "psicologia clínica" foi usado pela primeira vez pelo americano Lightner Witmer (1867-1956), aluno de Wundt. Ele fundou a primeira clínica psicológica na Universidade de Pensilvânia (Estados Unidos), bem como o primeiro jornal especializado (The Psychological Clinic) em 1907. Witmer emprestou o termo "clínico" da medicina, mas não com o significado de "psicologia de medicina" e nem "a psicologia nas clínicas", mas o trabalho voltado para o caso individual. Assim, em sua Clínica Psicológica eram tratadas crianças com problemas escolares. Apesar de ter cunhado o termo, a influência de Witmer para a atual psicologia clínica foi muito limitada. Taylor (2000) identifica o início da pesquisa psicoterapêutica e psicopatológica na França com as obras de Ambroise-Auguste Liébault, Alfred Binet e Pierre Janet entre outros, que foram traduzidas para o inglês no fim do século XIX e influenciaram também os Estados Unidos. Também em 1907 foi publicado pela primeira vez o Journal of Abnormal Psychology, introduzindo assim esse novo termo. Vários psicólogos clínicos fundaram em 1917 a Associação Americana de Psicologia Clínica (American Association of Clinical Psychology) que em 1919 fundiu-se com a APA (American Psychological Association, Associação Psicológica Americana), da qual tornou-se a seção clínica.
Também aluno de Wundt foi o psiquiatra Emil Kraeplin (1856-1926), que procurou transferir o método científico experimental para questões psiquiátricas, opondo-se à abordagem especulativa típica da psicopatologia de então e dando assim grande impulso à psicologia clínica. Um outro médico de língua alemã, o vienense Sigmund Freud, discípulo de Breuer, foi também de grande importância para o desenvolvimento da disciplina: seu trabalho gerou novas teorias psicológicas para os transtornos mentais, livrando a psicoterapia do monopólio médico. Apesar de também ele ser médico, formado nas técnicas das ciências naturais, Freud seguiu um caminho diferente do de Kraeplin, o de uma psicologia interpretativa. Esses dois médicos representam de certa forma as duas grandes correntes até hoje representadas na psicologia clínica: de um lado a psicologia clínica empírica, de outro uma psicologia de base mais hermenêutica.
Ao lado da psicanálise e de outras escolas dela derivadas desenvolveram-se nos anos de 1940-1950 novas abordagens psicoterapêuticas que dariam à psicologia clínica de modo geral e à psicoterapia de modo particular uma nova face. Em 1942 Carl Rogers publicou seu livro Counseling and Psychotherapy que abriu o caminho da sua abordagem centrada na pessoa, também origem de várias escolas psicoterapêuticas; um pouco mais tarde, nos anos 50, surgiu sobre a base do behaviorismo a terapia comportamental.

## Estrutura da psicologia clínica
A psicologia clínica possui uma área de atuação muito vasta, de forma que parece conveniente tratar suas diferentes áreas em artigos específicos:
- Transtorno mental - oferece uma definição do conceito uma visão geral a respeito dos transtornos mentais: classificação, epidemiologia, etiologia e análise de fatores determinantes;
- Psicodiagnóstico - uma introdução às técnicas para aquisição de informações psicológicas relevantes;
- Intervenção psicológica - oferece uma visão geral das diferentes formas de intervenção disponíveis, entre as quais a psicoterapia desempenha um papel preponderante;
- Ética em psicologia clínica - que oferece uma visão geral das questões éticas envolvendo o trabalho clínico em geral e clínico-psicológico em particular;
- Psicologia da reabilitação - área específica da psicologia clínica que se dedica ao acompanhamento e reinserção da pessoa no seu cotidiano após um tratamento prolongado, quer de doença física, quer de transtorno mental.